# Sport Club Marsala 1958-1959
Questa pagina raccoglie le informazioni riguardanti lo Sport Club Marsala nelle competizioni ufficiali della stagione 1958-1959.

## Divise
I colori sociali dello Sport Club Marsala sono l'azzurro ed il bianco.
| Casa | Trasferta |

## Rosa
| N. |                   | Ruolo | Calciatore          |
| -- | ----------------- | ----- | ------------------- |
|    | Italia (bandiera) | C     | Paolo Bevilacqua    |
|    | Italia (bandiera) | A     | Giovanni Biagi      |
|    | Italia (bandiera) | P     | Giovanni Bradaschia |
|    | Italia (bandiera) | C     | Sergio De Corte     |
|    | Italia (bandiera) |       | Filè                |
|    | Italia (bandiera) | C     | Angelo Frigo        |
|    | Italia (bandiera) | C     | Gino Ieri           |
|    | Italia (bandiera) |       | Ingrassia           |
|    | Italia (bandiera) | A     | Pasquale Iuliucci   |

| N. |                   | Ruolo | Calciatore        |
| -- | ----------------- | ----- | ----------------- |
|    | Italia (bandiera) | D     | Luciano Malagutti |
|    | Italia (bandiera) | C     | Giovanni Marin    |
|    | Italia (bandiera) | A     | Livio Noè         |
|    | Italia (bandiera) | A     | Bruno Orzan       |
|    | Italia (bandiera) | C     | Marino Panzani    |
|    | Italia (bandiera) | D     | Rino Sarolli      |
|    | Italia (bandiera) | D     | Gianni Strada     |
|    | Italia (bandiera) | C     | Ermanno Vairani   |